# 略尔河
略尔河（法語：Lieure，法語發音：[ljœʁ]）是法国诺曼底大区厄尔省的河流，是昂代勒河的左支流，长15.2千米。